# 종로, 겨울
"종로, 겨울"(Jongro A Venue, Winter)은 한국에서 제작된 김동원 감독의 2005년 다큐멘터리 영화이다. 진복자 등이 목소리로 출연하였다.

## 출연

### 주연
- 진복자

### 조연
- 기춘오
- 임광빈
- 진복산
- 허일웅
- 김해성
- 박은세
- 남칠성
- 신해진
- 리방룡
- 위미향
- 최복녀

## 기타
- 프로듀서: 이진숙
- 제작진행: 조윤진
- 제작진행: 최보람
- 조명: 김기문
- 조명부: 남기봉
- 조감독: 정일건
- 조감독: 이미연
- 동시녹음: 안복남
- 네가편집: 김미영
- 현상부문: 정현수
- 음향부문: 이상윤
- 해외촬영부문: 신세일
- 메이킹: 황정현